# خرگوش کوهی غربی
خرگوش کوهی غربی (نام علمی: Dendrohyrax dorsalis) نام یک گونه از سرده خرگوش‌های کوهی درختی است.